# Старков, Василий Васильевич

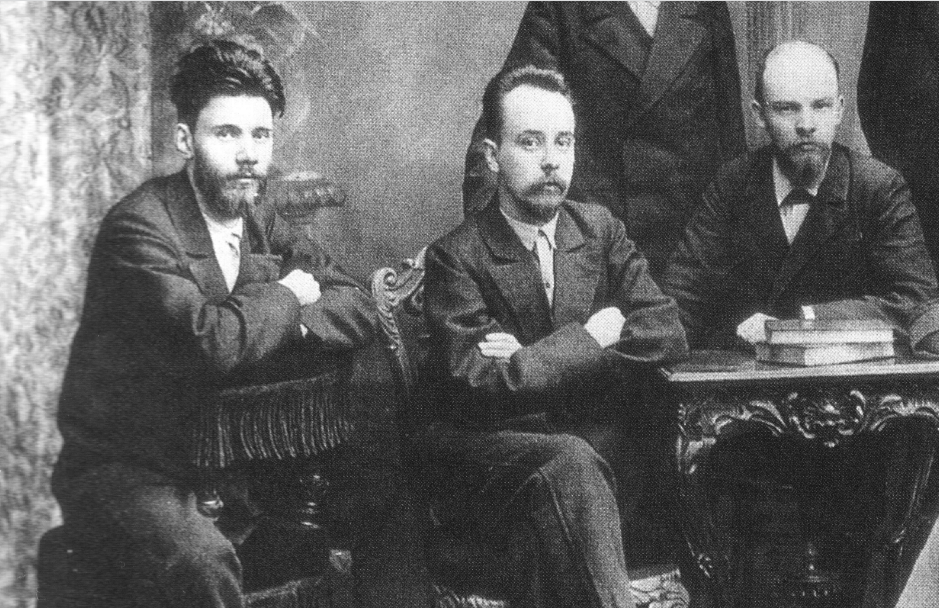
Слева направо (сидят): В. В. Старков, Г. М. Кржижановский, В. И. Ульянов (Ленин). Санкт-Петербург, 1897 год

Васи́лий Васи́льевич Старков (1869—1925) — русский революционер, член «Союза борьбы за освобождение рабочего класса», советский хозяйственный работник.

## Биография
Родился 13 (25) ноября 1869 года в Каменной Сарме Николаевского уезда Самарской губернии (ныне — Ершовский район Саратовской области) в семье служащего.
В детстве переехал в Вольск, где в 1889 году окончил реальное училище (ныне 16-я школа на Красногвардейской улице). В 1894 году окончил Петербургский технологический институт, с 1890 года состоял в марксистском кружке студентов-технологов, в 1893 году познакомился с В. И. Лениным.
Участвовал в создании петербургского «Союза борьбы за освобождение рабочего класса», был членом его Центральной группы. В 1895 году Старков был арестован и спустя два года сослан в Минусинский уезд. С 1900 года работал в Красноярске, Омске, Киржаче, Брянске, в 1904 году заведовал электростанцией в Баку.
После первой русской революции отошёл от партийной деятельности, но поддерживал связи с большевиками. С 1907 года работал директором электростанции в Москве.
С приходом Советской власти как заслуженный старый революционер получил работу в Наркомвнешторге, в 1921 году был направлен в Германию заместителем торгпреда СССР.
Умер в Берлине 26 апреля 1925 года от паралича сердца. Похоронен на Новодевичьем кладбище (ныне общая могила с женой и сыном).